# Episodi di Creature grandi e piccole (quarta stagione)
La quarta stagione della serie televisiva Creature grandi e piccole è stata trasmessa in anteprima nel Regno Unito dalla BBC tra il 17 gennaio 1988 e il 20 marzo 1988.
| nº | Titolo originale                | Titolo italiano | Prima TV UK     | Prima TV Italia |
| -- | ------------------------------- | --------------- | --------------- | --------------- |
| 1  | One of Nature's Little Miracles |                 | 17 gennaio 1988 |                 |
| 2  | Barks and Bites                 |                 | 24 gennaio 1988 |                 |
| 3  | The Bull with the Bowler Hat    |                 | 31 gennaio 1988 |                 |
| 4  | The Pig Man Cometh              |                 | 7 marzo 1988    |                 |
| 5  | Hail Caesar!                    |                 | 14 marzo 1988   |                 |
| 6  | Only One Woof                   |                 | 21 marzo 1988   |                 |
| 7  | Ace, King, Queen, Jack          |                 | 28 marzo 1988   |                 |
| 8  | ...The Healing Touch            |                 | 6 marzo 1988    |                 |
| 9  | City Slicker                    |                 | 13 marzo 1988   |                 |
| 10 | For Richer, for Poorer          |                 | 20 marzo 1988   |                 |